# 4173 Сикстен
4173 Сикстен (4173 Thicksten) — астероїд головного поясу, відкритий 27 травня 1982 року.
Тіссеранів параметр щодо Юпітера — 3,539.